# Atletica leggera ai Giochi della XIV Olimpiade - Lancio del giavellotto maschile
La competizione del lancio del giavellotto maschile di atletica leggera ai Giochi della XIV Olimpiade si è disputata il giorno 4 agosto 1948 allo Stadio di Wembley a Londra.

## L'eccellenza mondiale
| Primat. mondiale     | 78,70 1938 | Yrjö Nikkanen | Ritirato 1947 |
| Primat. stagionale   | 72,44      | Steve Seymour | Presente      |
| Vincitore Trials USA | 68,81      | Martin Biles  | Presente      |

1. ↑  Fino al 29 luglio.

## Risultati

### Turno eliminatorio
La misura di qualificazione è fissata a 64,00 m.
Quattro atleti ottengono la misura richiesta. Ad essi sono aggiunti gli otto migliori lanci.
| Pos. | Atleta                | Nazione        | Misura |
| ---- | --------------------- | -------------- | ------ |
| 1    | Martin Biles          | Stati Uniti    | 67,68  |
| 2    | Per-Arne Berglund     | Svezia         | 67,02  |
| 3    | Tapio Rautavaara      | Finlandia      | 64,68  |
| 4    | Gunnar Petersson      | Svezia         | 64,04  |
| 5    | Stephen Seymour       | Stati Uniti    | 63,83  |
| 6    | Lumír Kiesewetter     | Cecoslovacchia | 63,25  |
| 7    | Odd Mæhlum            | Norvegia       | 63,00  |
| 8    | Mirko Vujačić         | Jugoslavia     | 62,53  |
| 9    | Pauli Vesterinen      | Finlandia      | 61,67  |
| 10   | József Várszegi       | Ungheria       | 61,63  |
| 11   | Soini Nikkinen        | Finlandia      | 61,21  |
| 12   | Robert William Likins | Stati Uniti    | 61,00  |
| 13   | Ricardo Héber         | Argentina      | 60,82  |
| 14   | Raymond Tissot        | Francia        | 58,19  |
| 15   | Dušan Vujačić         | Jugoslavia     | 57,62  |
| 16   | Nicolaas Lutkeveld    | Paesi Bassi    | 56,25  |
| 17   | Jóel Sigurðsson       | Islanda        | 55,69  |
| 18   | Pedro Apellániz       | Spagna         | 54,93  |
| 19   | Morville Chote        | Gran Bretagna  | 54,84  |
| 20   | Leo Roininen          | Canada         | 53,92  |
| 21   | Malcolm Dalrymple     | Gran Bretagna  | 53,17  |
| 22   | Halil Zıraman         | Turchia        | 53,30  |
| 23   | Pierre Sprécher       | Francia        | 52,30  |

### Finale
Al primo turno il finlandese Rautavaara (70,33 stagionale) si esprime già sui suoi massimi livelli, sfiorando i 70 metri. Tutti gli altri, tranne Várszegi (67,03) hanno una partenza sottotono.
Al terzo lancio il primatista stagionale Seymour ha un sussulto: è 10° e rischia di finire anzitempo la sua gara. Piazza una spallata a 67,56 con cui si piazza al secondo posto.
Nei tre turni successivi la gara piomba in uno stato di torpore: non si migliora nessuno dei primi tre e le posizioni si cristallizzano.
| Pos.    | Atleta                | Età | Nazione        | Misura | Lanci | Lanci | Lanci | Lanci | Lanci | Lanci |
| Pos.    | Atleta                | Età | Nazione        | Misura | 1     | 2     | 3     | 4     | 5     | 6     |
| ------- | --------------------- | --- | -------------- | ------ | ----- | ----- | ----- | ----- | ----- | ----- |
| Oro     | Tapio Rautavaara      | 33  | Finlandia      | 69,77  | 69,77 | n     | 57,59 | 59,43 | 61,86 | 58,95 |
| Argento | Stephen Seymour       | 27  | Stati Uniti    | 67,56  | n     | 62,37 | 67,56 | 61,72 | 63,58 | 61,00 |
| Bronzo  | József Várszegi       | 37  | Ungheria       | 67,03  | 67,03 | 58,14 | 60,29 | 57,53 | 59,71 | 58,35 |
| 4       | Pauli Vesterinen      | 24  | Finlandia      | 65,89  | 65,44 | 60,96 | 63,01 | 61,76 | 65,89 | 65,79 |
| 5       | Odd Mæhlum            | 26  | Norvegia       | 65,32  | 65,32 | 62,00 | 61,67 | 59,23 | 60,59 | 59,33 |
| 6       | Martin Biles          | 29  | Stati Uniti    | 65,17  | 58,70 | 65,09 | 65,17 | 59,09 | 64,10 | 65,17 |
| 7       | Mirko Vujačić         | 23  | Jugoslavia     | 64,89  |       |       |       |       |       |       |
| 8       | Robert William Likins | 27  | Stati Uniti    | 64,51  |       |       |       |       |       |       |
| 9       | Gunnar Petersson      | 32  | Svezia         | 62,80  |       |       |       |       |       |       |
| 10      | Per-Arne Berglund     | 21  | Svezia         | 62,62  |       |       |       |       |       |       |
| 11      | Lumír Kiesewetter     | 28  | Cecoslovacchia | 60,25  |       |       |       |       |       |       |
| 12      | Soini Nikkinen        | 25  | Finlandia      | 58,05  |       |       |       |       |       |       |